# Kevin Weekes
Kevin Weekes (* 4. April 1975 in Toronto, Ontario) ist ein ehemaliger kanadischer Eishockeytorwart, der während seiner aktiven Karriere unter anderem für die Florida Panthers, Vancouver Canucks, New York Islanders, Tampa Bay Lightning, Carolina Hurricanes, New York Rangers und New Jersey Devils in der National Hockey League gespielt hat. Momentan arbeitet als Analyst für Hockey Night in Canada.

## Karriere
Kevin Weekes, einer der wenigen farbigen Eishockeyspieler, wurde NHL Entry Draft 1993 in der zweiten Runde von den Florida Panthers an Position 41 ausgewählt. Weekes spielte noch zwei Jahre in der Ontario Hockey League, bevor er in die AHL zum Farmteam der Panthers wechselte, wo er zwei Spielzeiten absolvierte. 1997 ging er in die International Hockey League zu einem anderen Farmteam von Florida und bestritt in derselben Saison elf Spiele für die Florida Panthers in der NHL.
Im Januar 1999 wurde Weekes im Rahmen eines großen Tauschgeschäftes zusammen mit Ed Jovanovski und Dave Gagner zu den Vancouver Canucks transferiert, die dafür Pawel Bure, Bret Hedican und Brad Ference nach Florida schickten. Er spielte gleichzeitig in der IHL bei den Detroit Vipers, wo er zusammen mit Andrei Trefilow die James Norris Memorial Trophy für die wenigsten Gegentore verliehen bekam. Im Dezember 1999 wurde er dann von Vancouver zu den New York Islanders transferiert, wo er zum ersten Mal die Nummer 1 in einem NHL-Team wurde. Doch nach nur einem halben Jahr später im Juli 2000 wechselte Weekes in einem Transfergeschäft zu den Tampa Bay Lightnings. Dort übernahm sofort den Posten als Stammtorhüter, konnte aber mit den Lightnings nicht die Play-offs erreichen. In der Saison 2001/02 war Weekes nur noch die Nummer 2, da man mit Nikolai Chabibulin einen Star-Torhüter verpflichtet hatte.

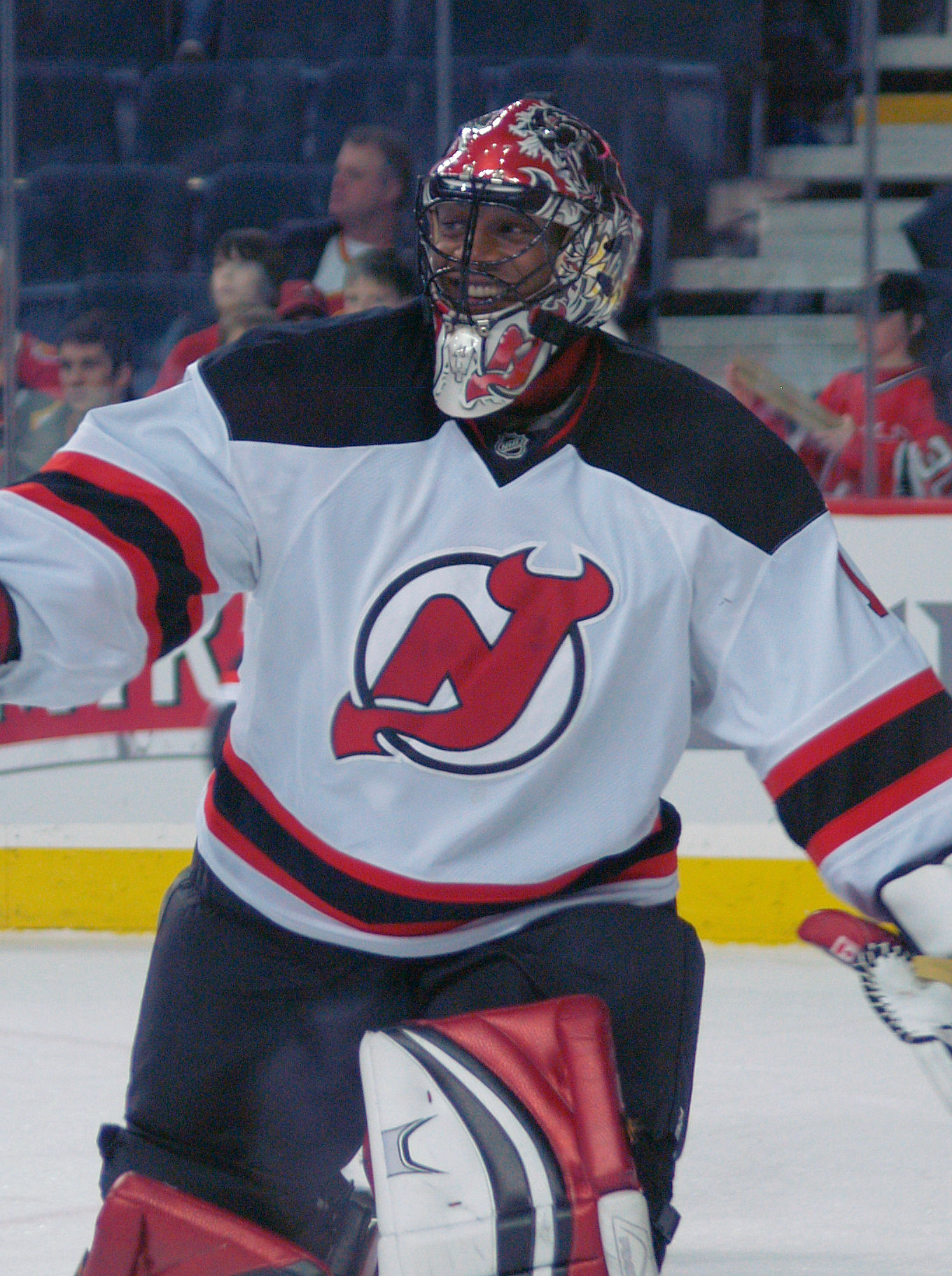
Kevin Weekes im Trikot der New Jersey Devils

Weekes wechselte kurz vor Transferschluss im März 2002 zu den Carolina Hurricanes, bestritt dort noch zwei Spiele in der regulären Saison und spielte zum ersten Mal in seiner Karriere in den Play-offs der NHL. Carolina erreichte das Finale um den Stanley Cup, musste sich jedoch Detroit geschlagen geben. Weekes bestritt als Back up-Goalie von Artūrs Irbe acht Play-off-Spiele und konnte absolut überzeugen, sodass er in der Saison 2002/03 zur Nummer 1 wurde, aber die Play-offs verpasste. Im Jahr darauf war ebenfalls nach der regulären Saison Schluss.
Der Vertrag bei den Hurricanes lief im Sommer 2004 aus und Weekes unterschrieb bei den New York Rangers einen Ein-Jahres-Vertrag. Der wurde allerdings wertlos, da die NHL-Saison wegen des Lockout abgesagt wurde. Doch im Sommer 2005 unterschrieb er bei den Rangers einen neuen Vertrag über drei Jahre. Jedoch fand sich Weekes erneut in der Rolle des Back-up-Goalies wieder, denn die Nummer 1 im Team wurde Henrik Lundqvist und Weekes absolvierte nur 32 Spiele. In den Play-offs kam er gegen die New Jersey Devils zum Einsatz, konnte aber mit vier Gegentreffern nicht überzeugen.
In der Saison 2006/07 bestritt er bei den Rangers als Back-up-Goalie von Henrik Lundqvist, jedoch verlor er während der Spielzeit diesen Posten an Stephen Valiquette, da er nicht die erhofften Leistungen zeigte.
Im Sommer 2007 wechselte er zu den New Jersey Devils und war in den folgenden zwei Jahren die Nummer zwei hinter Martin Brodeur. Im September 2009 erklärte er seine Karriere für beendet.

## Erfolge und Auszeichnungen
- 1999 James Norris Memorial Trophy (gemeinsam mit Andrei Trefilow)